# Ameles massai
Ameles massai är en bönsyrseart som beskrevs av Battiston och Fontana 2005. Ameles massai ingår i släktet Ameles och familjen Mantidae. Inga underarter finns listade i Catalogue of Life.